# Michael Anton

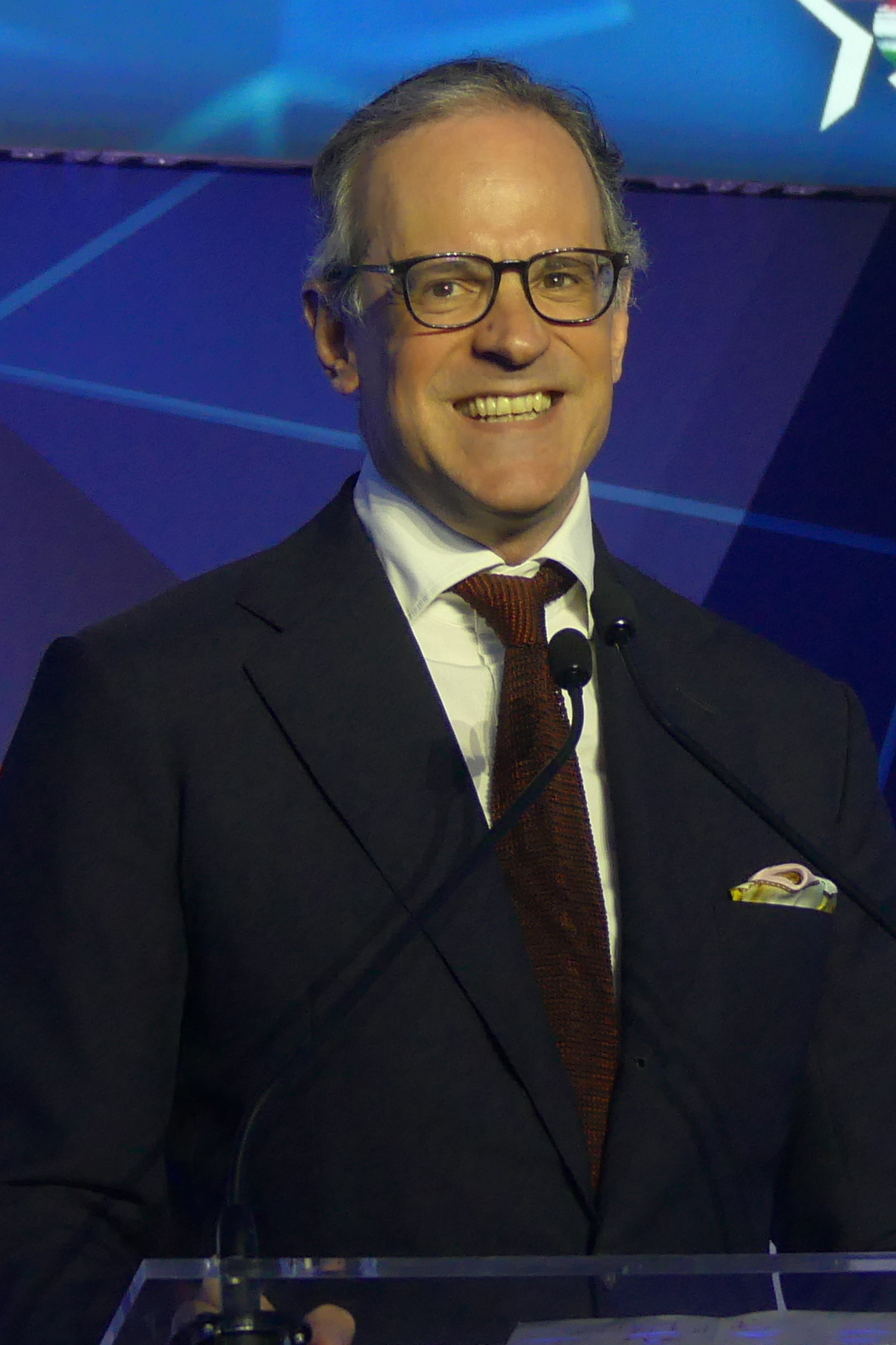
Michael Anton (2023)

Michael Anton, Pseudonym Nicholas Antongiavanni (geboren 1970) ist ein US-amerikanischer Kommunikationsberater. Von 2017 bis April 2018 war er Direktor für Strategische Kommunikation beim United States National Security Council. Seit 2025 ist er der Director of Policy Planning im Außenministerium der USA.

## Leben
Michael Anton arbeitet als Autor, Publizist und Kommunikationsberater. Während der Präsidentschaft von George W. Bush war er im Beraterstab für nationale Sicherheit angestellt und agitierte 2003 für den Irakkrieg. Im Jahr 2008 fungierte er als außenpolitischer Berater bei Rudy Giulianis Kandidatur zu den Vorwahlen zur Präsidentschaftswahl. Danach war Anton Redenschreiber für Rupert Murdoch, arbeitete als PR-Direktor bei der Citybank und war Manager bei der Investmentgesellschaft BlackRock. Im Jahr 2006 schrieb er unter einem Pseudonym einen Ratgeber für Männermode im Stil einer Persiflage auf Il principe.
Während Donald Trumps Wahlkampfkampagne 2015/16 schrieb Anton unter dem Pseudonym „Publius Decius Mus“ auf der später stillgelegten Website Journal of American Greatness Wahlkampfartikel. Im September 2016 veröffentlichte er dort den Artikel The Flight 93 Election, der Titel spielt auf den United-Airlines-Flug 93 im Jahr 2001 an, bei dem die Passagiere sich aktiv gegen den Terrorismus wandten. In dem Artikel erhob er Vorwürfe gegen das politische Establishment unter den Republikanern und definierte einen Trumpismus unter den Begriffen „Einwanderung, Handel und Krieg“ (The truth is that Trump articulated, if incompletely and inconsistently, the right stances on the right issues — immigration, trade, and war — right from the beginning.) Die Radio-Show von Rush Limbaugh widmete seinen Thesen mehrere Sendungen und trug zur landesweiten Verbreitung bei. Antons anonymer Artikel fand starken Widerhall unter den angegriffenen konservativen Gegnern Trumps, so gingen der Kolumnist der New York Times, Ross Douthat, Jonah Goldberg vom National Review und Michael Gerson von der Washington Post ausführlich auf den anonymen Schreiber ein. „Publius Decius Mus“ seinerseits bot der Zeitschrift The New Yorker für die Zeit nach der Wahl ein Interview an, unter der Voraussetzung, dass sein Pseudonym gewahrt bleibt.
Nach der Wahl Trumps wurde der Artikel von Trump-Gegner David Brooks im Dezember 2016 für einen der von ihm jährlich vergebenen Sidney Awards für einflussreichen politischen Journalismus benannt.
Antons Pseudonym wurde im Februar 2017 während Donald Trumps Präsidentschaft aufgedeckt, als Anton als leitender Beamter unter dem Personal des nationalen Sicherheitsberaters für den Präsidenten erschien.
Bis zum 8. April 2018 war Anton offiziell „Direktor für strategische Kommunikation“ im United States National Security Council.
Seit Januar 2025 ist er erneut in der US-Regierung tätig. Durch Donald Trump wurde er zum Director of Policy Planning ernannt.

## Schriften (Auswahl)
- als Nicholas Antongiavanni: The suit : a Machiavellian approach to men's style. New York : Collins, 2006, ISBN 0-06-089186-6.
- Iran and the Costs of Containment. In: National Review, 2010
- als Publius Decius Mus: The Flight 93 Election, bei Claremont Institute, 5. September 2016